# Lediane Marcolan
Lediane Marcolan, conhecida carinhosamente como "Tampa", é uma jogadora de futsal brasileira, nascida em 14 de janeiro de 1991, na cidade de Constantina, localizada no estado do Rio Grande do Sul (RS).

## Biografia
Lediane começou cedo no futsal, quando ela ganhou um presente especial de seu pai em seu aniversário de 5 anos: uma bola de futebol. Sua mãe também lhe presenteou com uma boneca, mas Lediane, motivada por sua paixão pelo esporte, nunca chegou a encostar na boneca. Essa bola foi o ponto de partida de uma jornada que a levaria a se destacar no mundo do futsal.
Incentivada por seu pai, um entusiasta do futebol, Lediane começou a jogar futsal aos 5 anos. Ela inicialmente jogava pelo time da escola local, mas seu talento a levou a ingressar em uma escolinha de futsal quando tinha entre 12 e 13 anos.
O apelido "Tampa" foi dado a Lediane quando ela tinha 12 anos, ainda jogando em sua cidade natal. Ela já jogava ao lado de adultos e seu treinador a chamava carinhosamente de "Tampinha". Embora seus pais não tenham gostado inicialmente do apelido, ele acabou pegando. O momento curioso relacionado a esse apelido ocorreu em seu primeiro ano com o Female, quando foi entrevistada pela TV local em uma competição. Nervosa por estar na televisão, ela explicou que seu apelido era "Tampa" porque antes era "Tampinha" e já tinha crescido. Até hoje, suas colegas de equipe guardam uma gravação desse momento e brincam com ela sobre isso.

## Carreira[1]
O ano de 2007 marcou um momento crucial em sua carreira, quando se destacou em um campeonato disputado com sua escolinha. Esse desempenho lhe rendeu um convite para se juntar à equipe da Female, localizada em Chapecó. Notavelmente, Lediane não precisou passar por testes para integrar a equipe e competiu em duas competições ainda naquele ano.
Aos 17 anos, em 2008, Lediane tomou a decisão de deixar sua casa e se mudar permanentemente para Chapecó, a fim de continuar sua trajetória no Female. Essa mudança não ocorreu imediatamente após sua adesão à equipe em 2007, devido à resistência inicial de sua mãe em permitir que ela morasse sozinha. Lediane permaneceu no Female até 2016, conquistando inúmeros títulos, incluindo seis Ligas Nacionais. 
A paixão de Lediane pelo futsal era tão intensa que, quando começou a fazer escolinha entre 12 e 13 anos, ela fazia questão de não faltar a nenhum treino. Além disso, saía de casa muito antes do horário do treino para passar na casa de todas as suas amiguinhas e convidá-las a se juntar às atividades.
Em 2014, Lediane recebeu sua primeira convocação para a Seleção Brasileira, marcando o início de uma carreira internacional de sucesso. Logo em seu primeiro ano, foi campeã mundial pelas equipes universitária e principal, demonstrando sua habilidade excepcional no esporte.
Em janeiro de 2017, Lediane recebeu uma proposta para jogar na Itália, mas enfrentou desafios com sua documentação e a cidadania italiana, o que a impediu de efetivar a transferência naquele momento. Durante esse período, ela jogou brevemente pelo Leoas da Serra até agosto.
Em agosto de 2017, Lediane assinou com o Pescara, da Itália, onde permaneceu até junho de 2018. Após uma experiência desafiadora na Itália, ela retornou ao Brasil para jogar pelo Leoas entre julho e dezembro de 2018.
Em janeiro de 2019, surgiu a oportunidade de voltar à Itália, desta vez para o Ternana, onde permaneceu até agosto daquele ano. Sua segunda experiência na Itália foi mais positiva, e ela se adaptou bem à equipe, à comissão técnica e recebeu seu salário pontualmente.
Em agosto de 2019, Lediane voltou ao Leoas, onde permaneceu até janeiro de 2022. Durante esse período, ela descreveu essa fase como uma oportunidade incrível para seu crescimento e para contribuir com o desenvolvimento do cenário do futsal.
No início de 2022, Lediane recebe
u uma proposta para retornar à Itália e jogar pelo TikiTaka Planet. Sua chegada no meio da temporada teve um impacto imediato, levando à renovação de seu contrato para a temporada 2022/23. Nessa temporada, ela foi vice-campeã do campeonato italiano e se destacou como a terceira maior artilheira da competição.
Além de suas realizações em clubes, Lediane foi convocada para a Copa América e conquistou o título com a seleção brasileira. Mais recentemente, ela se transferiu para o Bitonto, onde continua a deixar sua marca no futsal.